# Клариса Пинкола Естес
Клариса Пинкола Естес (на испански: Clarissa Pinkola Estés) е американска поетеса, психоаналитик и специалист по посттравматичен стрес, която израства в сега почти изчезналите устни и етнически традиции.

## Биография
Родена е на 27 януари 1945 година в Индиана, САЩ. Тя расте в провинциално селище с население 600 души близо до Големите езера. Нейните предшественици са от унгарски корен и мексикански метиси. Тя идва от имигрантско и бежанско семейство, което не може да чете и пише. Подобно на Уилям Карлос Уилямс и други поети, които са работили в професии, свързани със здравето, Естес е сертифициран юнгиански психоаналитик, която практикува 38 години. Докторатът ѝ, от Обединения институт и университет, е по етноклинична психология, изследване на социалните и психологически модели в културните и племенните групи. Тя често говори като гостуващ преподавател в университетите. Автор е на много книги за живота на душата и работите ѝ са публикувани на 33 езика. Нейната книга „Бягащата с вълци“ е бестселър в списъка на Ню Йорк Таймс за 145 седмици.